# الحلفاية قبلي
قرية الحلفاية قبلى هي إحدى القرى التابعة لمركز نجع حمادى في محافظة قنا في جمهورية مصر العربية. حسب إحصاءات سنة 2006، بلغ إجمالي السكان في الحلفاية قبلى 10945 نسمة، منهم 5665 رجل و5280 امرأة.